# Oostenrijk op het Eurovisiesongfestival 1993
Oostenrijk nam deel aan het  Eurovisiesongfestival 1993, gehouden  in Millstreet, Ierland. Het was de 32ste deelname van het land aan het festival.

## Selectieprocedure
Net zoals vorig jaar koos men ervoor om Tony Wegas naar het songfestival te sturen. Het lied werd echter gekozen door middel van een nationale finale. Op 30 maart 1993 vond een show plaats in de tv-studio's van ORF en deze werd gepresenteerd door Andreas Steppan en Michael Niavarani.
Tijdens deze show werden de zeven liedjes getoond en men kon stemmen door middel van postkaarten.

| Volgorde | Lied                  | Plaats |
| -------- | --------------------- | ------ |
| 1        | "Einfach so"          | 2      |
| 2        | "Nie wieder"          | 4      |
| 3        | "Maria Magdalena"     | 1      |
| 4        | "Mitten in der Nacht" | 3      |
| 5        | "Es wird alles gut"   | 6      |
| 6        | "La luna"             | 5      |
| 7        | "Tief in mir"         | 7      |

## In Millstreet
Op het festival in Ierland moest Oostenrijk aantreden als 10de, na IJsland en voor Portugal. Na het afsluiten van de stemmen bleek dat Tony Wegas op een 14de plaats was geëindigd met 32 punten. Hiermee scoorde hij slechter dan een jaar eerder.
Hij ontving 1 keer het maximum van 12 punten.
Nederland en België gaven respectievelijk 0 en 3 punten aan de Oostenrijkse inzending.

### Gekregen punten

#### Finale
| 12 punten               | 10 punten | 8 punten                                   | 7 punten | 6 punten      |
| ----------------------- | --------- | ------------------------------------------ | -------- | ------------- |
| - Bosnië en Herzegovina |           |                                            |          | - Ierland     |
| 5 punten                | 4 punten  | 3 punten                                   | 2 punten | 1 punt        |
|                         | - Turkije | - België - Frankrijk - Verenigd Koninkrijk |          | - Griekenland |

### Punten gegeven door Oostenrijk

#### Finale
Punten gegeven in de finale:
| 12 punten | Verenigd Koninkrijk |
| 10 punten | Zweden              |
| 8 punten  | Ierland             |
| 7 punten  | Frankrijk           |
| 6 punten  | Zwitserland         |
| 5 punten  | Portugal            |
| 4 punten  | Malta               |
| 3 punten  | Nederland           |
| 2 punten  | Spanje              |
| 1 punt    | IJsland             |

1957 · 1958 · 1959 · 1960 · 1961 · 1962 · 1963 · 1964 · 1965 · 1966 · 1967 · 1968 · 1969-1970 · 1971 · 1972 · 1973-1975 · 1976 · 1977 · 1978 · 1979 · 1980 · 1981 · 1982 · 1983 · 1984 · 1985 · 1986 · 1987 · 1988 · 1989 · 1990 · 1991 · 1992 · 1993 · 1994 · 1995 · 1996 · 1997 · 1998 · 1999 · 2000 · 2001 · 2002 · 2003 · 2004 · 2005 · 2006 · 2007 · 2008-2010 · 2011 · 2012 · 2013 · 2014 · 2015 · 2016 · 2017 · 2018 · 2019 · 2020 · 2021 · 2022 · 2023 · 2024 · 2025